# 艾莉絲·史葛
阿歷山德拉·維麗娜·「艾莉絲」·史葛（英語：Alexandra Virina "Alex" Scott，1984年10月14日—），英國體育節目主持人和前職業女子足球運動員，曾效力英格蘭足球總會女子超級聯賽球會阿仙奴和英格蘭女隊，司職後衛。

## 生平
艾莉絲·史葛於1992年以8歲之齡加入阿仙奴，透過青年隊一直晉升至一隊。她於2004年轉投伯明翰城，但僅效力一季便因球隊出現財政困難而重返母會。
艾莉絲·史葛回歸阿仙奴的首季即協助球隊贏得聯賽及盃賽雙料冠軍；翌季更四喜臨門，橫掃所有參賽的錦標，更成為首支奪得欧洲女子冠军联赛的英國女子隊。接著兩季阿仙奴繼續蟬聯聯賽冠軍，取得八連冠。
2008年由前阿仙奴助教愛瑪·希莉絲（Emma Hayes）領導的美国女子足球职业联赛球會芝加哥紅星取得艾莉絲·史葛的參賽權，但於翌年1月15日被交易到波士頓浪花，她於2月宣佈離開阿仙奴正式橫渡大西洋到美國參賽。於效力开拓者的3季合共上陣53場及射入1球。
2012年美国女子足球职业联赛宣佈停辦，艾莉絲·史葛聯同返國再度加盟阿仙奴。

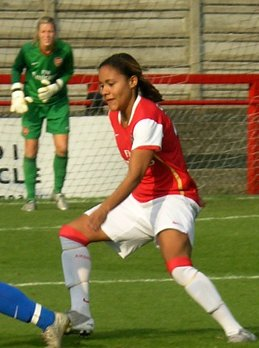
效力阿仙奴時期
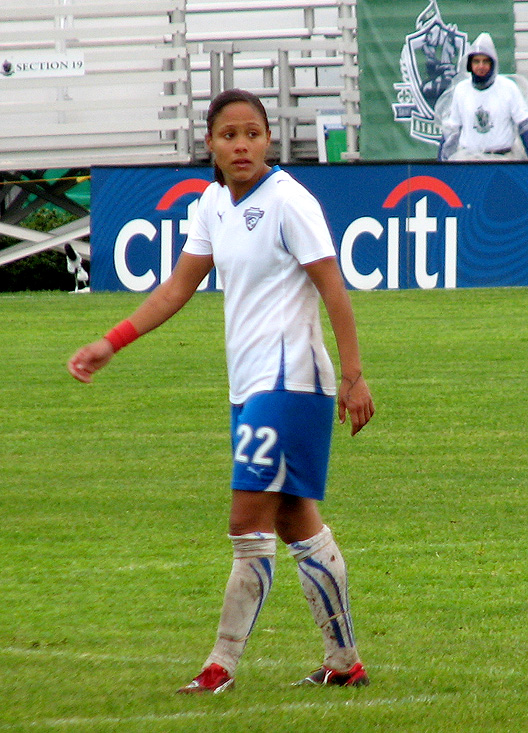
效力开拓者時期

### 國家隊
國際賽入球
英格蘭的入球在賽果前方。
| #       | 日期           | 場地                       | 對賽球隊 | 賽果 | 競賽               | 入球 |
| ------- | -------------- | -------------------------- | -------- | ---- | ------------------ | ---- |
| 1 & 2   | 2005年10月27日 | 塔波查                     | 匈牙利   | 13–0 | 2007年世界盃外圍賽 | 2    |
| 3       | 2006年5月11日  | 南安普敦聖瑪麗球場         | 匈牙利   | 2–0  | 2007年世界盃外圍賽 | 1    |
| 4       | 2006年10月25日 | 艾伦市民森林球場           | 德国     | 1–5  | 友誼賽             | 1    |
| 5       | 2007年3月8日   | 米尔顿凯恩斯國家曲棍球球場 | 俄羅斯   | 6–0  | 友誼賽             | 1    |
| 6       | 2007年1月28日  | 广州市广东奥林匹克体育中心 | 美国     | 1–1  | 四角邀請賽         | 1    |
| 7 & 8   | 2007年10月27日 | 沃爾索爾比斯葛運動場       | 白俄羅斯 | 4–0  | 2009年歐國盃外圍賽 | 2    |
| 9       | 2009年11月26日 | 伊兹密尔布加體育場         | 土耳其   | 3–0  | 2011年世界盃外圍賽 | 1    |
| 10 & 11 | 2010年3月3日   | 尼科西亚GSP體育場          | 義大利   | 3–2  | 塞浦路斯盃         | 2    |
| 12      | 2010年8月21日  | 克雷姆斯塞普-多爾體育場    | 奥地利   | 4–0  | 2011年世界盃外圍賽 | 1    |

## 外部連結
- 艾莉絲·史葛 – FIFA國際賽競賽紀錄 (存檔)
- Football Association player profile （页面存档备份，存于）
- Boston Breakers player profile
- England squad guide （页面存档备份，存于）
- Who's who in the England women's squad? （页面存档备份，存于）